# Andover (Massachusetts)
Pour les articles homonymes, voir Andover.
Andover est une ville des États-Unis, située dans le Massachusetts, comté d'Essex, fondée en 1642 et proche de Danvers (Massachusetts). Elle fait partie du Grand Boston.
La ville s'étend sur 83.2 km², comprenant 2,9 km² d'eau (3,49 % de la surface totale).
Au dernier recensement de 2010, la ville comptait 33 201 personnes.
Andover accueille une école préparatoire célèbre, la Phillips Academy fondée en 1778 dont Humphrey Bogart, George H. W. Bush et George W. Bush furent élèves.

## Histoire
En 1634, la Cour Générale du Massachusetts mettent de côté une partie des terres qui composent maintenant le comté d'Essex pour une plantation intérieure, y compris des parties des villes d'Andover, North Andover, et Lawrence. Afin d'encourager l'installation des premiers colons, une immunité de trois ans d'impôts, de prélèvements et de services (excepté le service militaire) a été offerte. La première installation permanente dans la région d'Andover a été établie en 1641 par John Woodbridge et un groupe de colons de Newbury et Ipswich.
Peu de temps après leur arrivée, ils ont acheté un morceau de terre du chef tribal local Cutshamache pour le prix de "six livres de devise et d'un manteau" et à condition que Roger, un homme local de Pennacook, serait encore permis de planter son maïs et pêcher les anguilles d'un cours d'eau local. Le ruisseau de Roger, un petit cours d'eau qui coupe à travers la partie orientale de la ville, est nommé en son honneur. En mai 1646, la colonie a été considérée comme ville et a été appelée Andover. Ce nom a été probablement choisi en l'honneur de la ville d'Andover en Angleterre, qui était proche de la maison originale de certains des premiers résidants. La première réunion de ville connue s'est tenue en 1656 dans la maison du colon John Osgood.

## Galerie photographique

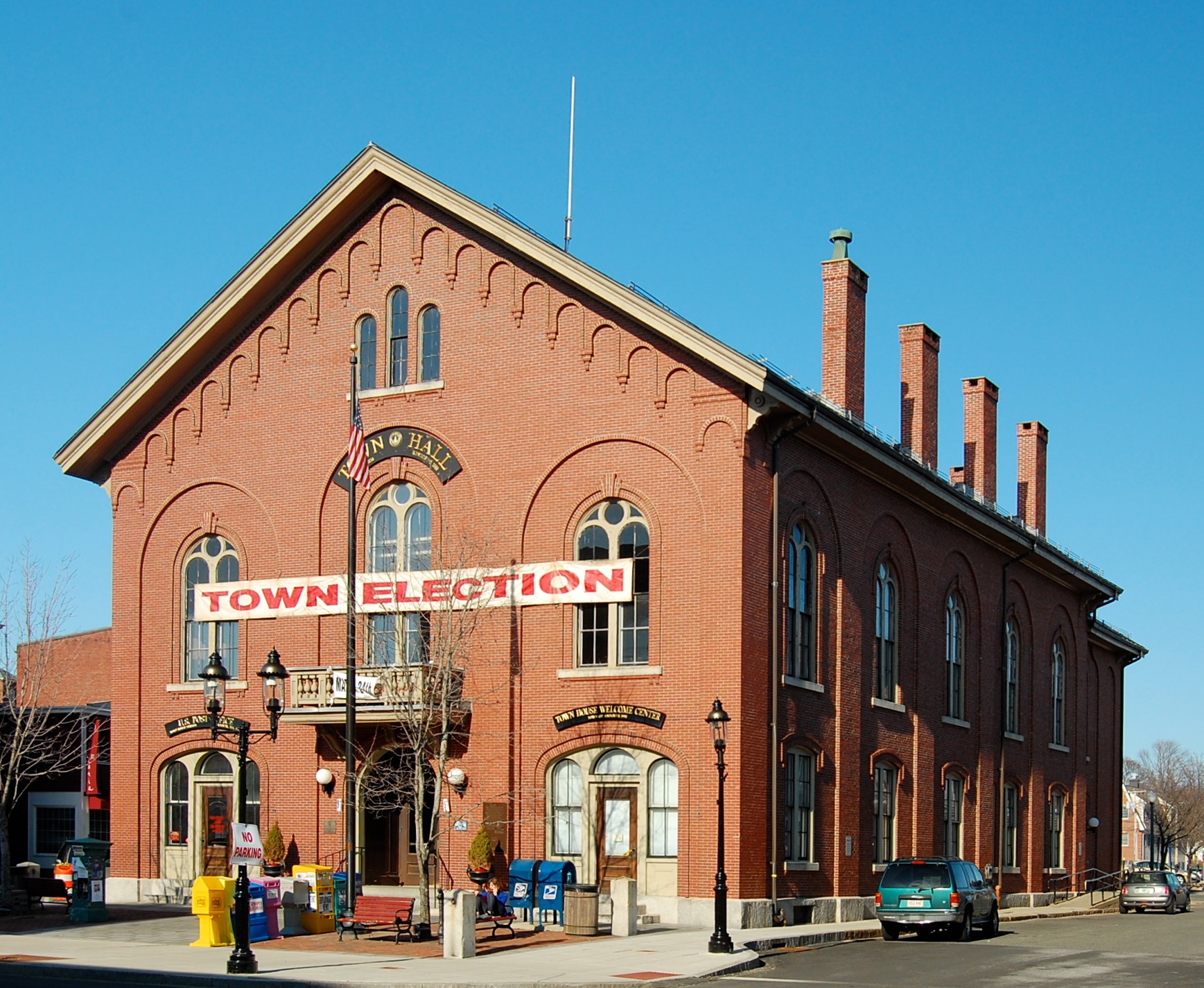
L’hôtel de ville
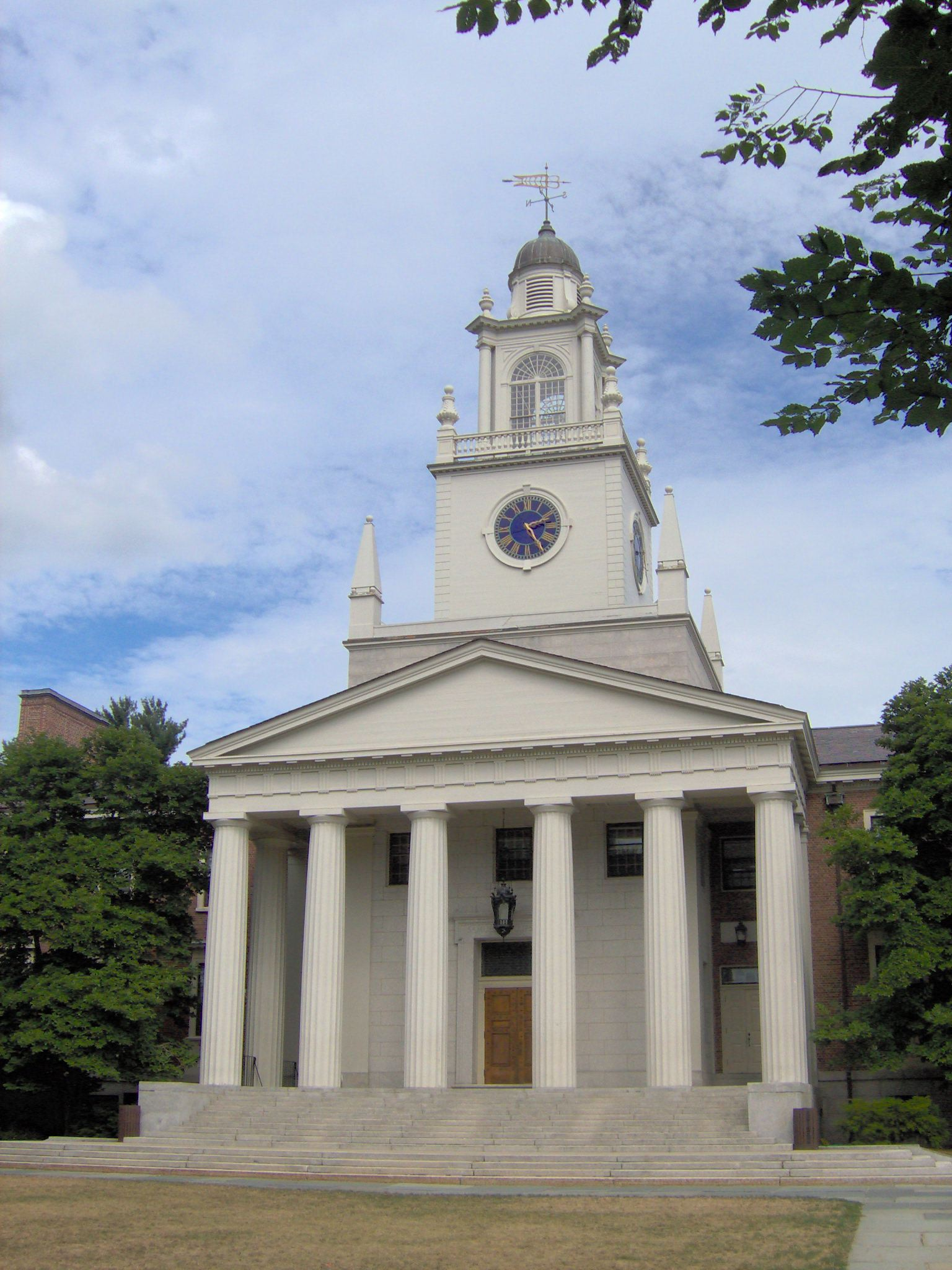
Samuel Phillips Hall
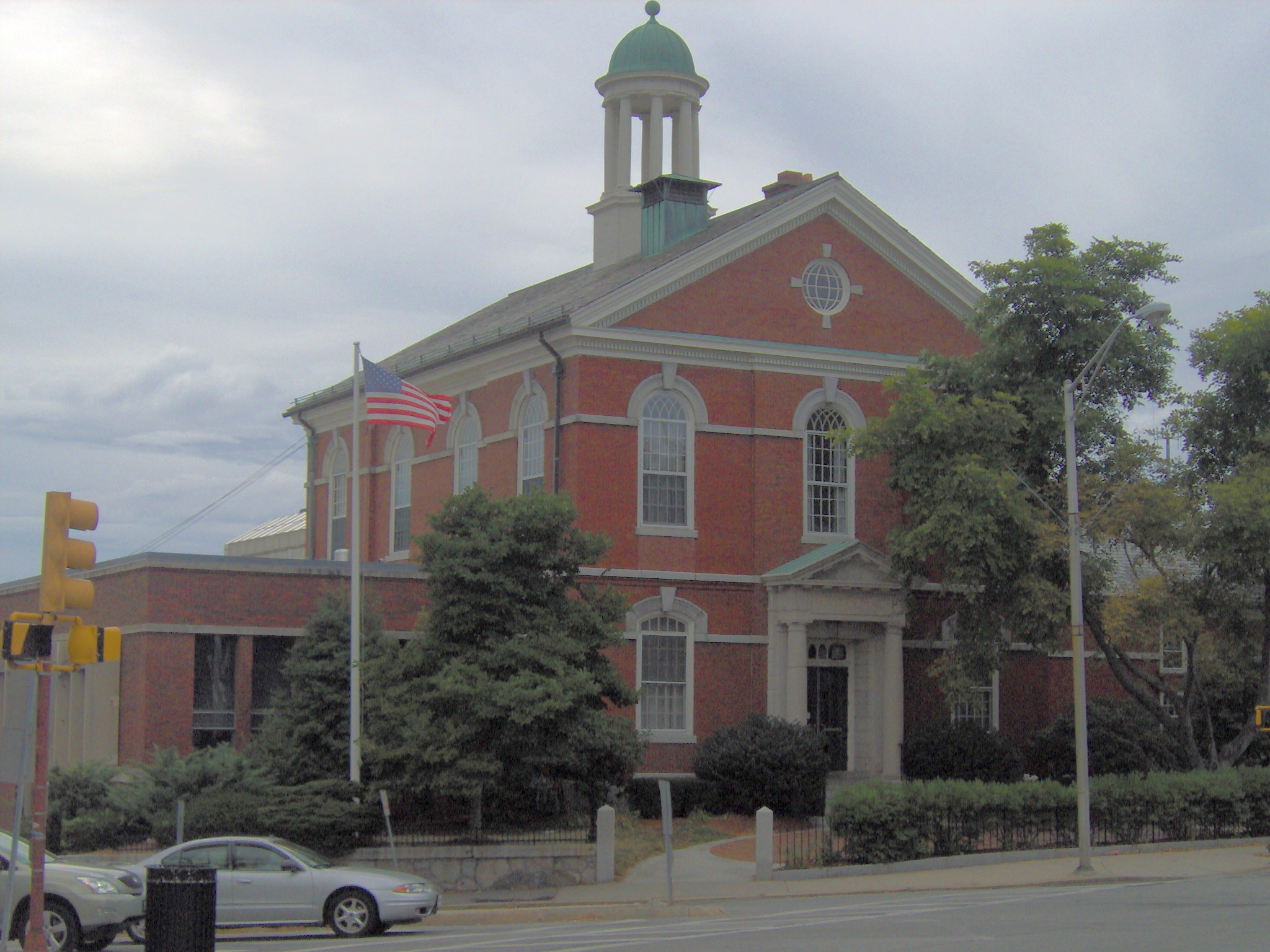